# 5,N,N-Trimetiltriptamina
5,N,N-Trimetiltriptamina (5,N,N-TMT; 5-TMT) é um derivado triptamina que é uma droga halucinogênica. Foi produzida pela primeira vez em 1958 por E. H. Young. 